# Municipio de Springville (Míchigan)
El municipio de Springville (en inglés: Springville Township) es un municipio ubicado en el condado de Wexford en el estado estadounidense de Míchigan. En el año 2010 tenía una población de 1755 habitantes y una densidad poblacional de 19,07 personas por km².

## Geografía
El municipio de Springville se encuentra ubicado en las coordenadas 44°22′40″N 85°45′52″O / 44.37778, -85.76444. Según la Oficina del Censo de los Estados Unidos, el municipio tiene una superficie total de 92.02 km², de la cual 84.17 km² corresponden a tierra firme y (8.53%) 7.85 km² es agua.

## Demografía
Según el censo de 2010, había 1755 personas residiendo en el municipio de Springville. La densidad de población era de 19,07 hab./km². De los 1755 habitantes, el municipio de Springville estaba compuesto por el 96.07% blancos, el 0.06% eran afroamericanos, el 1.48% eran amerindios, el 0.34% eran asiáticos, el 0.17% eran isleños del Pacífico, el 0.17% eran de otras razas y el 1.71% pertenecían a dos o más razas. Del total de la población el 1.6% eran hispanos o latinos de cualquier raza.